# Abdallah Frangi

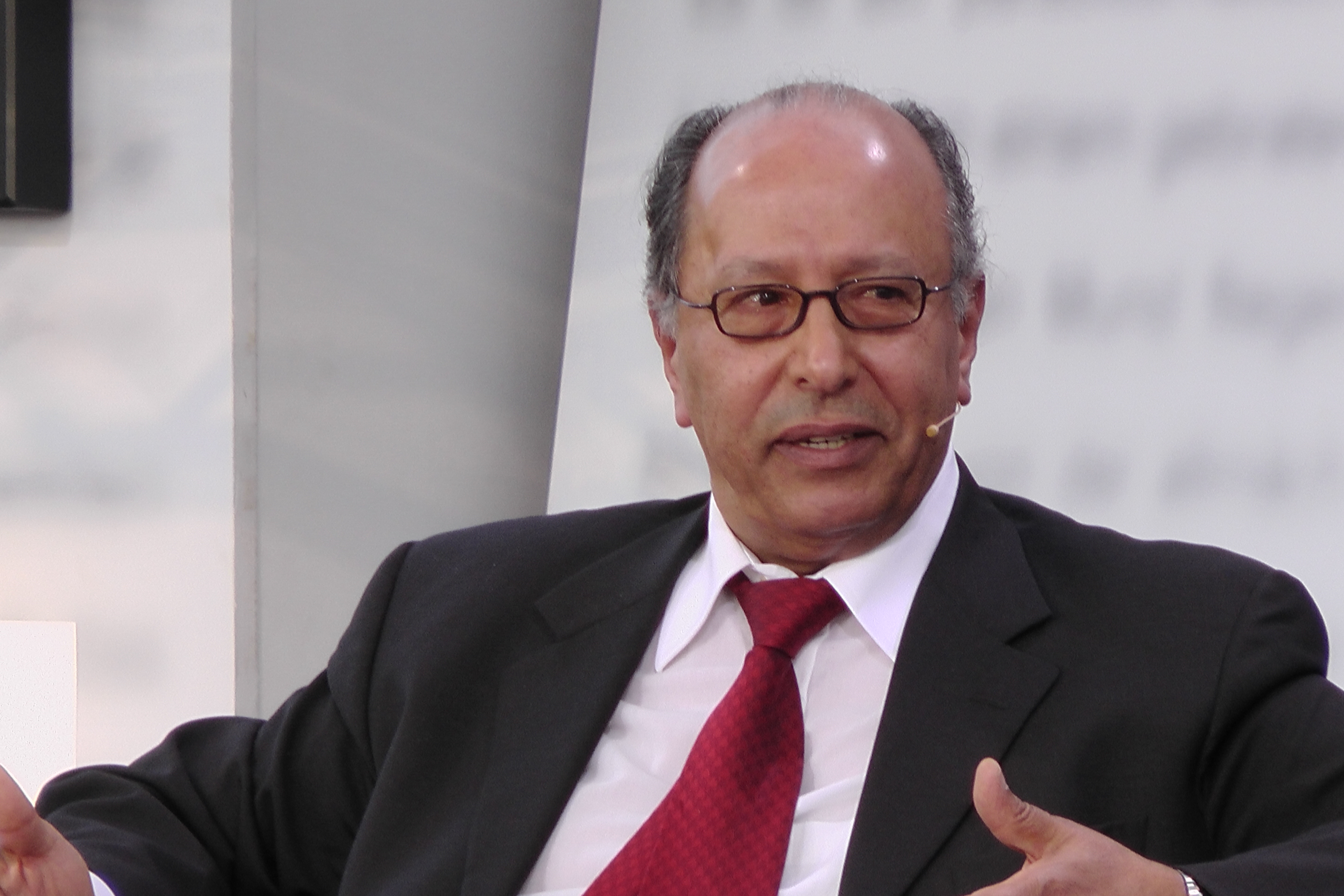
Abdallah Frangi (2012)

Abdallah al-Frangi (arabisch عبدالله الإفرنجي, DMG ʿAbd Allāh al-'ifranǧī; * 15. November 1943 in Be’er Scheva, Völkerbundsmandat für Palästina) ist ein palästinensischer Diplomat und Politiker.

## Leben
Frangi wurde 1943 in Beerscheba (Palästina) als Sohn eines beduinischen Großgrundbesitzers geboren. Seine Familie floh 1948 nach Gaza. Nach dem Einmarsch der israelischen Streitkräfte während der Suezkrise 1956 floh die Familie nach Kairo.
Frangi studierte von 1963 bis 1972 Medizin und Politik in Frankfurt am Main und in Algerien. Im Juni 1967 erhielt er in Algerien eine militärische Ausbildung. Im Anschluss wurde er von der Fatah in die israelisch besetzten Gebiete geschickt und am 5. August von den israelischen Streitkräften verhaftet. Nach viermonatiger Haft in der Nähe von Hebron kehrte er nach Frankfurt zurück und setzte sein Studium fort.
Frangi war Mitbegründer und von 1968 bis 1970 Vorsitzender der Generalunion Palästinensischer Studenten (GUPS) in Europa, die im Zuge des Münchner Olympia-Attentats verboten wurde. Frangi selbst wurde als Mitglied dieser Organisation und als Vertreter der PLO bei der Liga der Arabischen Staaten in Bonn (1970–1982) von einem der Münchner Terroristen angerufen, nahm aber nicht ab.
Seit 1960 ist Frangi Mitglied der Fatah, in deren Revolutionsrat er 1978 gewählt wurde. Ab 1974 war er offizieller Vertreter der PLO in Deutschland, von 1993 bis 2005 als Generaldelegierter der Palästinensischen Autonomiegebiete. In dieser Funktion brachte er durch intensive Beziehungen zu deutschen Politikern, unter anderem zu Hans-Jürgen Wischnewski, Jürgen Möllemann und Joschka Fischer, die Interessenlage des palästinensischen Volkes nachhaltig auf die deutsche politische Bühne.
Von 2007 bis 2009 war er außenpolitischer Sprecher der Fatah. Seit 2009 ist er persönlicher Berater von Präsident Mahmud Abbas im Gazastreifen, von 2014 bis 2018 war er vereidigter Gouverneur von Gaza. Seit 2018 ist er von Deutschland aus als Minister und Berater von Präsident Mahmud Abbas für europäische Angelegenheiten tätig.
Er ist mit einer Deutschen verheiratet. Das Ehepaar hat zwei Kinder, eine Tochter und einen Sohn, der 2011 in Berlin starb.

## Ehrung
- 2013: Erich-Maria-Remarque-Friedenspreis der Stadt Osnabrück zusammen mit dem israelischen Diplomaten Avi Primor.

## Veröffentlichungen
- PLO und Palästina – Vergangenheit und Gegenwart. R. G. Fischer Verlag, Frankfurt am Main 1982, ISBN 3-88323-350-1
- Der Gesandte: Mein Leben für Palästina. Hinter den Kulissen der Nahost-Politik. Heyne Verlag, München 2011, ISBN 978-3-453-19354-3.